# 三上真奈
三上 真奈（みかみ まな、1989年4月7日 - ）は、フジテレビアナウンサー。

## 来歴
東京都出身。身長157 cm。父親の仕事の関係で2歳から12歳までを中華民国（台湾）・中華人民共和国（上海市）、香港で過ごした帰国子女。
日本へ帰国後は国際基督教大学高等学校に入学。高校時代に交換留学生としてアメリカ合衆国・ネブラスカ州で過ごす。
2009年、第28代（東京都）「中央区観光大使」に選出。同時期に三桂に所属しフリーアナウンサーとして活動する。
早稲田大学商学部卒業後の2013年4月、フジテレビに入社。同期入社は内田嶺衣奈、木村拓也。
2015年、ポータルサービス「TVer」（ティーバー）のCMキャラクター（フジテレビ代表）として出演。
2021年1月16日に、30代の一般男性と結婚したことを発表した。
2023年3月28日から体調不良を理由にMCを務める『ノンストップ!』を欠席。4月10日の放送で、「腸の炎症」が理由と説明された。4月24日、番組に復帰。11月7日以降番組を欠席し、13日、入院して療養中であることが公表された。12月18日、番組に復帰。

## 人物
バレエが得意で、第29回香港国際バレエ・コンクール銅賞の実績を持つ。
趣味は、散歩・映画鑑賞・アニメ鑑賞・夏フェス。所持資格は、英語検定2級・漢字検定2級・日本語検定3級。

## 担当番組

### 三桂時代
- 関口宏のザ・ベストセレクション（BS-TBS、2010年4月17日 - 2011年3月19日、アシスタントMC）

### フジテレビ入社後
レギュラー出演番組・キャスター名（地上波）
| 期間                   | 期間   | 月曜日                          | 火曜日                          | 水曜日                                                                 | 木・金曜日                                                             | 土曜日   | 日曜日                      |
| ---------------------- | ------ | ------------------------------- | ------------------------------- | ---------------------------------------------------------------------- | ---------------------------------------------------------------------- | -------- | --------------------------- |
| 2013.10                | 2014.3 | （なし）                        | （なし）                        | めざにゅ〜 お天気キャスター                                            | めざにゅ〜 お天気キャスター                                            | （なし） | （なし）                    |
| 2014.4                 | 2014.6 | （なし）                        | （なし）                        | めざましテレビ エンタメキャスターめざましテレビアクア お天気キャスター | めざましテレビ エンタメキャスターめざましテレビアクア お天気キャスター | （なし） | FNN NEWS Pick Up キャスター |
| 2014.7                 | 2014.9 | （なし）                        | （なし）                        | めざましテレビ エンタメキャスターめざましテレビアクア お天気キャスター | めざましテレビ エンタメキャスターめざましテレビアクア お天気キャスター | （なし） | （なし）                    |
| 2014.10                | 2015.7 | （なし）                        | （なし）                        | めざましテレビ エンタメキャスターめざましテレビアクア 情報キャスター   | めざましテレビ エンタメキャスターめざましテレビアクア 情報キャスター   | （なし） | （なし）                    |
| 2015.8                 | 2015.9 | ノンストップ! プレゼンター      | ノンストップ! プレゼンター      | めざましテレビ エンタメキャスターめざましテレビアクア 情報キャスター   | めざましテレビ エンタメキャスターめざましテレビアクア 情報キャスター   | （なし） | （なし）                    |
| 2015.10                | 2017.6 | ノンストップ! プレゼンター      | ノンストップ! プレゼンター      | めざましテレビ エンタメキャスター                                      | めざましテレビ エンタメキャスター                                      | （なし） | （なし）                    |
| 2017.7                 | 2017.9 | ノンストップ! プレゼンター      | （なし）                        | めざましテレビ エンタメキャスターノンストップ! プレゼンター            | めざましテレビ エンタメキャスター                                      | （なし） | （なし）                    |
| 2017.10                | 2018.3 | ノンストップ! プレゼンター      | （なし）                        | ノンストップ! プレゼンター                                             | めざましテレビ エンタメキャスター                                      | （なし） | （なし）                    |
| 2018.4                 | 現在   | ノンストップ! メーンキャスター1 | ノンストップ! メーンキャスター1 | ノンストップ! メーンキャスター1                                        | ノンストップ! メーンキャスター1                                        | （なし） | （なし）                    |
| 備考 - 1山﨑夕貴の後任 |        |                                 |                                 |                                                                        |                                                                        |          |                             |

### その他
- めざましテレビ（2013年9月4・5・6日） - お天気キャスター長野美郷の代役
- VS嵐（2013年8月8日） - フジテレビアナウンサーチーム
- THE野球盤L!VE - レポーター
- めざましどようび（2013年9月7日） - お天気キャスター曽田麻衣子の代役
- ミカパン（2013年10月17日 - 2014年3月20日） - MC[1]
- 超潜入!リアルスコープHYPER（2013年10月26日 - 2015年3月14日） - 進行[10]
- ひろいきの（2013年11月16日 - 2014年8月5日） - 進行
- 世界行ってみたらホントはこんなトコだった!?（2014年1月29日 - 9月24日） - MC
- ジュニア×ミカパンのボクシング講座〜井上尚弥＆八重樫東ダブル世界戦直前SP〜（2014年4月5日）
- 水曜歌謡祭 - 出張 歌謡祭!! コーナーMC
- とんねるずのみなさんのおかげでした（2016年8月18日） - モジモジくん夏の女子アナ祭り
- BSフジNEWS - キャスター（毎週日曜日午前 - 17時担当）
- FNS27時間テレビ

### 映画
- 万引き家族（2018年）- ニュースキャスター 役

## その他
- 一日警察署長 東京湾岸警察署（2015年9月23日）[11]